# تیم ملی بسکتبال روسیه
تیم ملی بسکتبال روسیه، نام تیم رسمی بزرگسالان کشور روسیه و از تیم‌های برتر بسکتبال جهان است.

این تیم در رده‌بندی جهانی فیبا در سال ۲۰۱۲ در مقام یازدهم قرار داشت.

## تاریخچه
تاریخ بسکتبال پس از اتحاد جماهیر شوروی در روسیه به سال ۱۹۹۲بازمی‌گردد. سرمربی آن زمان یوری سلیخوف بود. اولین رقابت بزرگی که روسیه در آن شرکت کرد، بسکتبال قهرمانی اروپا ۱۹۹۳ در آلمان بود. این فهرست شامل بازیکنان مشهور از دوران اتحاد جماهیر شوروی، از جمله آنها سرگئی بازارویچ و دمیتری سوخارف بودند. روسیه دوم شد و در دیدار نهایی برابر آلمان ۷۰–۷۱ شکست خورد. سرگئی بلوف پس از قهرمانی اروپا به عنوان سرمربی جدید تیم ملی منصوب شد. روسیه در جام جهانی ۱۹۹۴ اولین بازی خود را آغاز کرد و به دیدار نهایی رسید و با نتیجه ۹۱–۱۳۷ در برابر آمریکا باخت. در بسکتبال قهرمانی اروپا ۱۹۹۵، روسیه عملکرد بسیار متوسطی را در این مسابقات به نمایش گذاشت که تیم ملی در نهایت در مکان هفتم رسید و در مجموع رکورد (۵–۴) را کسب کرد. دو سال بعد، روسیه برای نشان دادن مدال برنز اصلاحات لازم را برای حضور در قهرمانی اروپای قبلی، با شکست ۱۰۸–۸۹ فرانسه انجام داد. در جام جهانی ۱۹۹۸، روسیه موفقیت خود را از آخرین حضور خود در جام جهانی تکرار کرد تا بار دیگر مدال نقره را به خانه بکشد. مسابقات نهایی بسکتبال قهرمانی اروپا ۱۹۹۹در فرانسه بود. روسیه در مرحله مقدماتی در صدر گروه خود قرار داشت و تنها به اسپانیا باخت. در مرحله یک چهارم نهایی، روسها به ایتالیا باختند و در مسابقه رده‌بندی آلمان را شکست دادند، اما در بازی پنجم به لیتوانی باختند.

## بازیکنان کنونی
- آندره کیریلنکو بازیکن مینه‌سوتا تیمبرولوز
- تیموفی موزگوف بازیکن دنور ناگتس